# دوشان فابيان
دوشان فابيان (بالسلوفاكية: Dušan Fabian)‏ هو كاتب سلوفاكي، ولد في 10 نوفمبر 1975 في كوشيتسه في سلوفاكيا.

## وصلات خارجية
- الموقع الرسمي